# فرانچسکو دی استفانو
فرانچسکو دی استفانو (انگلیسی: Francesco De Stefano؛ زادهٔ ۱ ژانویهٔ ۱۹۹۹) بازیکن فوتبال است.